# Estelle Lacoursière
Pour les articles homonymes, voir Lacoursière.
Rose-Estelle Lacoursière-Lessard, née à Saint-Léon-le-Grand, au Québec, le 3 janvier 1935, et morte le 13 septembre 2021 à Trois-Rivières, est une religieuse, professeure, botaniste et écologue québécoise. Elle fut la première femme à obtenir une maîtrise en science forestière à l'Université Laval, en 1969. Elle commença son service religieux dès l'âge de 13 ans et il dura jusqu'à sa mort même si sa carrière professionnelle fut plutôt centrée sur l'enseignement et l'étude de la botanique (lui valant le surnom de «sœur verte»). 
Elle enseignait la botanique à l'Université du Québec à Trois-Rivières au département de géographie et d'écologie dont elle participa à la création. Elle fit également des recherches en botanique pour cataloguer des espèces végétales au compte de l'herbier de l'université (renommé en son nom post-mortem), ses efforts lui ayant permis d'y ajouter 20 000 espèces. Elle fut également célébrée pour ses efforts écologistes avant-gardistes de vulgarisation et de défense de l'environnement et du développement durable, qui lui permirent de préserver et d'améliorer l'écologie du campus en plus de solidifier dans l'esprit populaire l'aster à feuilles de linaire comme emblème de Trois-Rivières (qui ne pousse que dans sa région immédiate).

## Publications
- Estelle Lacoursière (ill. Pierre Leduc), L'arbrier québécois, Québec science, 1981, 64 p. (ISBN 9782920073173)
- Estelle Lacoursière (ill. Pierre Leduc), L'herbier québécois, Presses de l'Université de Québec, coll. « Série Québec science nature », 1982, 99 p. (ISBN 9782920073227)
- Estelle Lacoursière et Julie Therrien (ill. Claire Tremblay), L'étang approvoisé, Broquet, 1990, 101 p. (ISBN 9782890001343)
- Estelle Lacoursière et Julie Therrien (ill. Claire Tremblay), L'érablière apprivoisée, Broquet, 1996, 120 p. (ISBN 9782890004030)
- Estelle Lacoursière et Julie Therrien (photogr. Michel Sokolyk), Fleurs sauvages du Québec, De l'homme, 1998, 272 p. (ISBN 9782761914239)
- Estelle Lacoursière, Biodiversité des milieux humides[3]

## Distinctions
- 1987 - Prix Northern Telecom en études canadiennes de l'Association canadienne française pour l'avancement des sciences
- 1998 - Membre du Cercle des Phénix
- 2001 - Officier de l'Ordre national du Québec
- 2002 - Médaille Gloire de l'Escolle
- 2006 - Membre de l'ordre du Canada